# Європейський боксерський союз
Європейський боксерський союз (англ. European Boxing Union, EBU) — організація, яка здійснює нагляд за боями, веде рейтинги та признає чемпіонські пояси у професійному боксі на європейському континенті. Президентом EBU є іспанець Рубен Мартінез.
Титул чемпіона Європи з боксу вважається важливим, хоч і не необхідним, етапом на шляху до титулу чемпіона світу однієї з головних світових боксерських організацій: WBA, WBC, IBF і WBO. EBU пов'язаний з WBC: чемпіони Європи високо піднімаються в рейтингах WBC.

## Діючі чемпіони Європи за версією EBU
| вагова категорія   | чемпіон Європи   | дата здобуття титулу |
| Важка              | Агіт Кабаєл      | 4 лютого 2017        |
| Перша важка        | Ів Нгабу         | 4 червня 2017        |
| Напівважка         | Домінік Боесель  | 3 березня 2018       |
| Друга середня      | Робін Краснічі   | 2 червня 2017        |
| Середня            | Каміль Шеремета  | 23 лютого 2018       |
| Друга напівсередня | Серхіо Гарсія    | 29 вересня 2018      |
| Напівсередня       | Керман Лехаррага | 28 квітня 2018       |
| Друга легка        | Джо Х'юз         | 30 листопада 2018    |
| Легка              | Денис Берінчик   | 3 грудня 2022        |
| Друга напівлегка   | (вакантно)       |                      |
| Напівлегка         | Кіко Мартінез    | 27 листопада 2018    |
| Друга легша        | Лука Рігольді    | 17 листопада 2018    |
| Легша              | Жорж Орі         | 26 листопада 2018    |
| Найлегша           | Вінсент Легран   | 28 квітня 2018       |

## Список чемпіонів Європи за версією EBU

### Важка вага
| Список чемпіонів Європи у важкій вазі. | Список чемпіонів Європи у важкій вазі. | Список чемпіонів Європи у важкій вазі. | Список чемпіонів Європи у важкій вазі. |
| Ім'я                                   | Дата перемоги                          | Серія захистів                         | Громадянство                           |
| -------------------------------------- | -------------------------------------- | -------------------------------------- | -------------------------------------- |
| Жорж Карпентьє                         | 1 червня 1913                          | 6                                      | Франція                                |
| «Боєць» Сікі                           | 24 вересня 1922                        | 0                                      | Сенегал / Франція                      |
| Ерміліо Спалья                         | 20 травня 1923                         | 2                                      | Італія                                 |
| Пауліно Узкудун                        | 18 травня 1926                         | 0                                      | Іспанія                                |
| Гаррі Перссон                          | 14 червня 1926                         | 0                                      | Швеція                                 |
| Філ Скот                               | 27 січня 1927                          | 0                                      | Велика Британія                        |
| Пауліно Узкудун (2)                    | 7 червня 1928                          | 0                                      | Іспанія                                |
| П'єр Черльз                            | 3 лютого 1929                          | 8                                      | Бельгія                                |
| Гайн Мюллер                            | 30 серпня 1931                         | 1                                      | Німеччина                              |
| П'єр Черльз (2)                        | 28 травня 1932                         | 0                                      | Бельгія                                |
| Пауліно Узкудун (3)                    | 13 травня 1933                         | 0                                      | Іспанія                                |
| П'єр Черльз (3)                        | 21 червня 1935                         | 1                                      | Бельгія                                |
| Арно Коелблін                          | 17 березня 1937                        | 0                                      | Німеччина                              |
| Гайнц Лацек                            | 4 березня 1938                         | 3                                      | Австрія                                |
| Адольф Гойзер                          | 17 березня 1939                        | 0                                      | Німеччина                              |
| Макс Шмелінг                           | 2 липня 1939                           | 0                                      | Німеччина                              |
| Олле Тандберг                          | 30 травня 1943                         | 0                                      | Швеція                                 |
| Карел Сис                              | 11 листопада 1943                      | 0                                      | Бельгія                                |
| Брюс Вудкок                            | 29 липня 1946                          | 2                                      | Велика Британія                        |
| Жо Вайдін                              | 3 червня 1950                          | 0                                      | Австрія                                |
| Джек Гарднер                           | 27 березня 1951                        | 0                                      | Велика Британія                        |
| Хайн тен Хофф                          | 23 вересня 1951                        | 0                                      | Німеччина                              |
| Карел Сис (2)                          | 12 січня 1952                          | 0                                      | Бельгія                                |
| Хайнц Нойхаус                          | 9 березня 1952                         | 4                                      | Німеччина                              |
| Франко Кавіккі                         | 26 червня 1955                         | 1                                      | Італія                                 |
| Інгемар Юганссон                       | 30 вересня 1956                        | 2                                      | Швеція                                 |
| Дік Річардсон                          | 27 березня 1960                        | 3                                      | Велика Британія                        |
| Інгемар Юганссон (2)                   | 17 червня 1962                         | 0                                      | Швеція                                 |
| Генрі Купер                            | 24 лютого 1964                         | 0                                      | Велика Британія                        |
| Карл Мілденбергер                      | 17 жовтня 1964                         | 6                                      | Німеччина                              |
| Генрі Купер (2)                        | 18 вересня 1968                        | 1                                      | Велика Британія                        |
| Петер Вайленд                          | 6 грудня 1969                          | 0                                      | Німеччина                              |
| Хосе Мануель Уртайн                    | 3 квітня 1970                          | 1                                      | Іспанія                                |
| Генрі Купер (3)                        | 10 листопада 1970                      | 0                                      | Велика Британія                        |
| Джо Багнер                             | 16 березня 1971                        | 1                                      | Велика Британія                        |
| Джек Боделл                            | 27 вересня 1971                        | 0                                      | Велика Британія                        |
| Хосе Мануель Уртайн (2)                | 17 грудня 1971                         | 0                                      | Іспанія                                |
| Юерген Блін                            | 9 червня 1972                          | 0                                      | Німеччина                              |
| Джо Багнер (2)                         | 10 жовтня 1972                         | 4                                      | Велика Британія                        |
| Річард Данн                            | 6 квітня 1976                          | 0                                      | Велика Британія                        |
| Джо Багнер (3)                         | 12 жовтня 1976                         | 0                                      | Велика Британія                        |
| Жан-П'єр Купман                        | 12 березня 1977                        | 0                                      | Бельгія                                |
| Люсьєн Родрігез                        | 7 травня 1977                          | 0                                      | Франція                                |
| Альфредо Евангеліста                   | 9 вересня 1977                         | 4                                      | Уругвай / Іспанія                      |
| Лоренцо Занон                          | 18 квітня 1979                         | 2                                      | Італія                                 |
| Джон Л. Гарднер                        | 22 квітня 1980                         | 1                                      | Велика Британія                        |
| Люсьєн Родрігез (2)                    | 26 листопада 1981                      | 6                                      | Франція                                |
| Штеффен Тангстад                       | 9 листопада 1984                       | 0                                      | Норвегія                               |
| Андерс Еклунд                          | 9 березня 1985                         | 0                                      | Швеція                                 |
| Френк Бруно                            | 1 жовтня 1985                          | 0                                      | Велика Британія                        |
| Штеффен Тангстад (2)                   | 18 квітня 1986                         | 0                                      | Норвегія                               |
| Альфредо Евангеліста (2)               | 8 січня 1987                           | 0                                      | Уругвай / Іспанія                      |
| Андерс Еклунд (2)                      | 28 березня 1987                        | 0                                      | Швеція                                 |
| Франческо Даміані                      | 9 жовтня 1987                          | 2                                      | Італія                                 |
| Дерек Вільямс                          | 5 грудня 1989                          | 0                                      | Велика Британія                        |
| Жан Шане                               | 3 лютого 1990                          | 1                                      | Франція                                |
| Леннокс Льюїс                          | 31 жовтня 1990                         | 3                                      | Велика Британія                        |
| Генрі Акінванде                        | 1 травня 1993                          | 2                                      | Велика Британія                        |
| Зейко Маврович                         | 11 квітня 1995                         | 6                                      | Хорватія                               |
| Віталій Кличко                         | 24 жовтня 1998                         | 2                                      | Україна                                |
| Володимир Кличко                       | 25 вересня 1999                        | 1                                      | Україна                                |
| Віталій Кличко (2)                     | 25 листопада 2000                      | 0                                      | Україна                                |
| Луан Краснічі                          | 5 січня 2002                           | 0                                      | Албанія                                |
| Пжемислав Салета                       | 20 липня 2002                          | 0                                      | Польща                                 |
| Сінан Шаміль Сам                       | 12 жовтня 2002                         | 2                                      | Туреччина                              |
| Луан Краснічі (2)                      | 14 лютого 2004                         | 2                                      | Албанія                                |
| Паоло Відоц                            | 11 червня 2005                         | 2                                      | Італія                                 |
| Володимир Вірчіс                       | 15 липня 2006                          | 1                                      | Україна                                |
| Сінан Шаміль Сам (2)                   | 4 липня 2008                           | 0                                      | Туреччина                              |
| Метт Скелтон                           | 19 грудня 2008                         | 0                                      | Велика Британія                        |
| Альберт Сосновський                    | 18 грудня 2009                         | 0                                      | Польща                                 |
| Одлі Гаррісон                          | 9 квітня 2010                          | 0                                      | Велика Британія                        |
| Олександр Димитренко                   | 31 липня 2010                          | 2                                      | Україна / Німеччина                    |
| Роберт Геленіус                        | 3 грудня 2011                          | 0                                      | Фінляндія                              |
| Кубрат Пулєв                           | 5 травня 2012                          | 1                                      | Болгарія                               |
| Дерек Чісора                           | 21 вересня 2013                        | 0                                      | Велика Британія                        |
| Тайсон Ф'юрі                           | 29 November 2014                       | 0                                      | Велика Британія                        |
| Еркан Тепер                            | 17 липня 2015                          | 0                                      | Німеччина                              |
| Роберт Геленіус (2)                    | 20 грудня 2015                         | 0                                      | Фінляндія                              |
| Кубрат Пулєв (2)                       | 7 травня 2016                          | 0                                      | Болгарія                               |
| Агіт Кабаєл                            | 4 лютого 2017                          | 3                                      | Німеччина                              |
| Джо Джойс                              | 28 листопада 2020                      | 0                                      | Велика Британія                        |